# Bang Khae
Bang Khae ((thai: บางแค, API : bāːŋ kʰɛ̄ː) est l’un des 50 khets de Bangkok, Thaïlande.

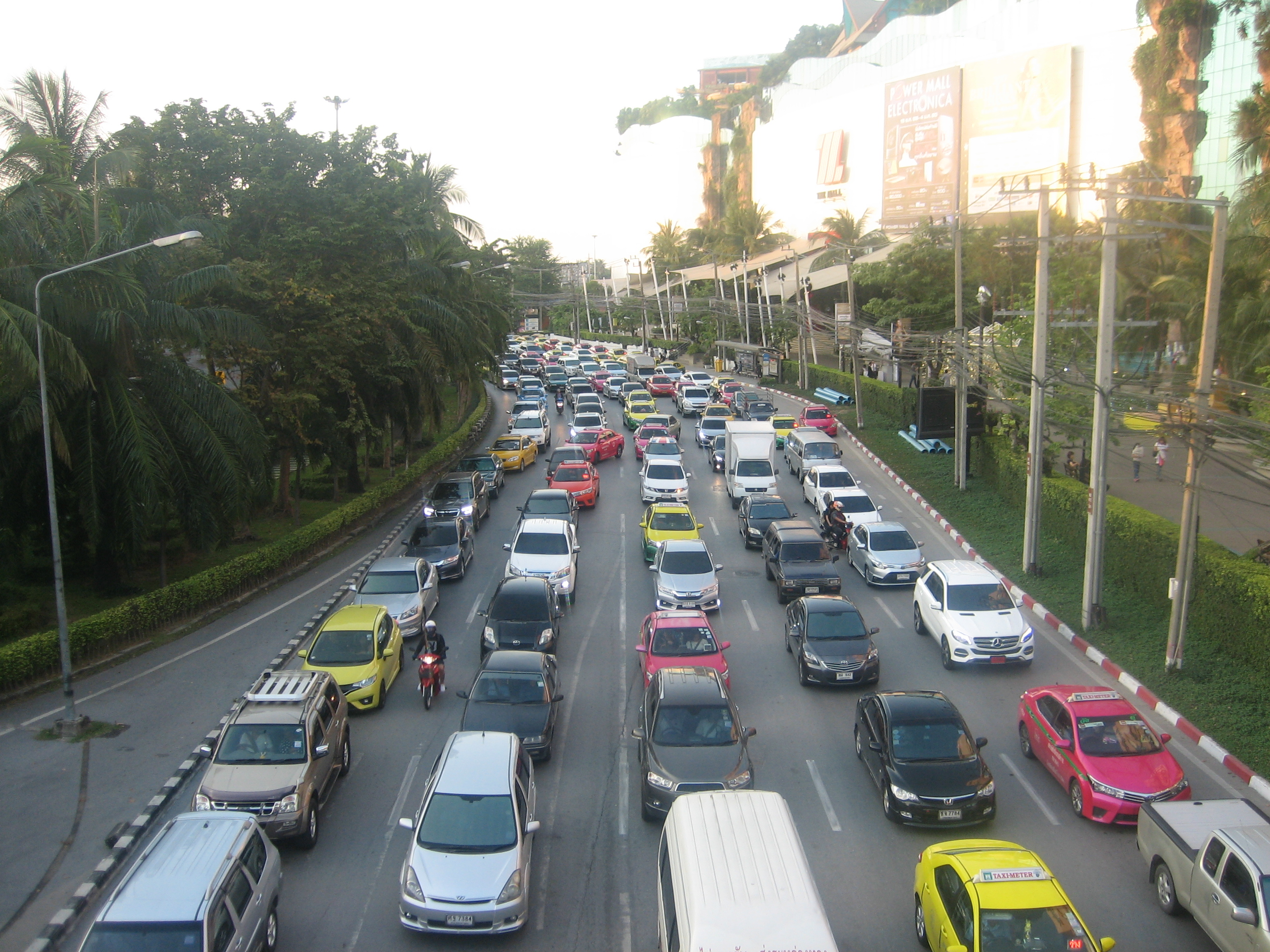
Embouteillage à Bang Khae

## Galerie

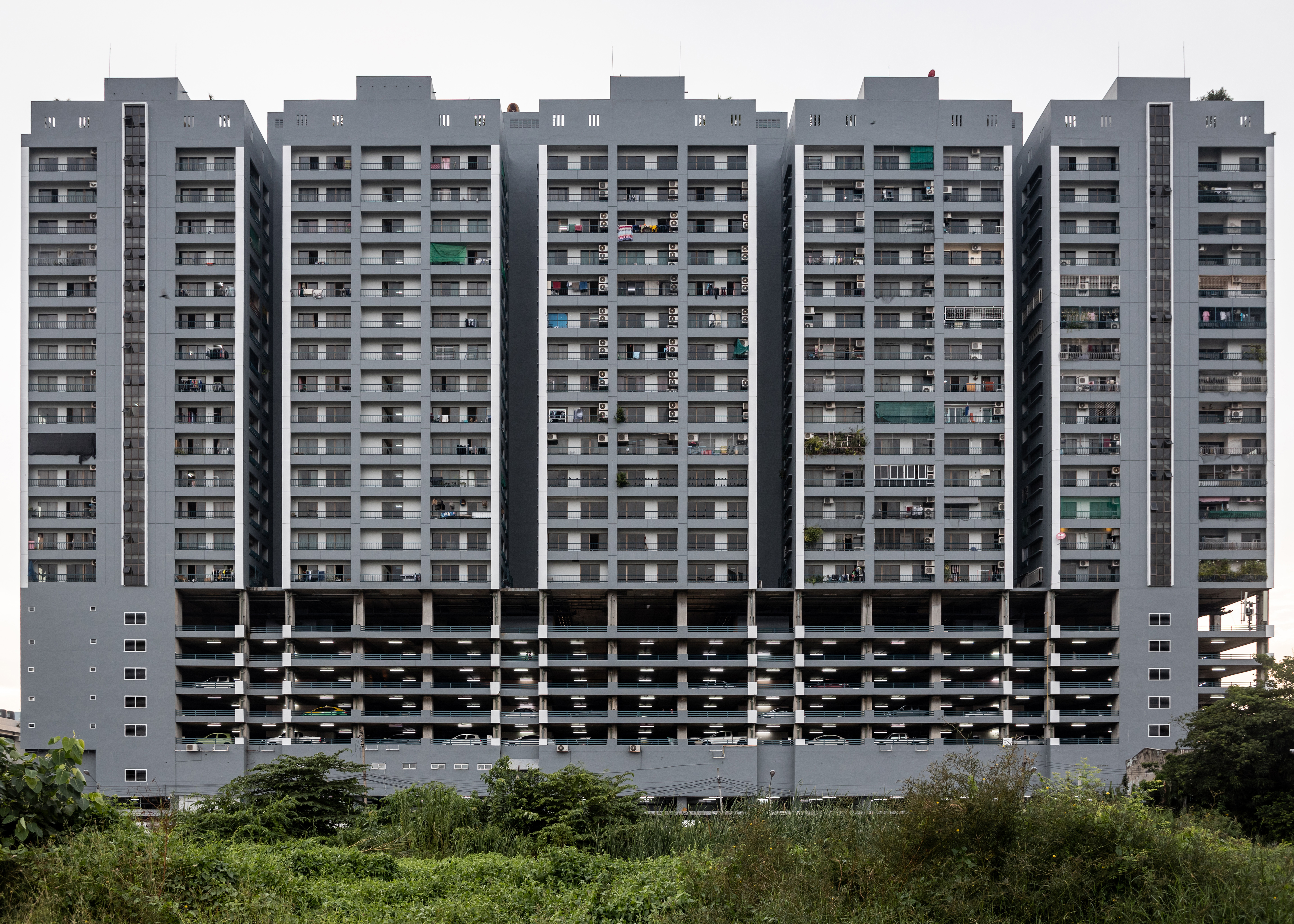
Condominium "Bangkhae Condotown" (copropriété) et ses 726 appartements construits en 1997

## Points d'intérêt
- Assumption College Thonburi